# ニード・フォー・スピード アンバウンド
『ニード・フォー・スピード アンバウンド』 (Need for Speed Unbound) は、2022年12月2日にエレクトロニック・アーツより発売のPlayStation 5、Xbox Series X/S、Microsoft Windows向けレースゲーム。略称は『NFSUB』。
『ニード・フォー・スピード』シリーズの作品で初めてPlayStation 5とXbox Series X/Sで発売された。

## 概要
開発はモスト・ウォンテッド (2012)以来となるCriterion Gamesが担当。本作のカバーカーは、A$AP Rocky仕様のMercedes-Benz 190E 2.5-16。
シリーズで初めてCEROによるレーティングがC(15才以上対象)に引き上げられている。
アメリカの地方都市「レイクショア」を舞台に、究極のストリートレースチャレンジ「グランド」での完全制覇を目的にゲームが進行する。
本作はグラフィティのエフェクトが強調された演出となり、キャラクターがトゥーンレンダリング調になっているほか、レースに賭け金要素を導入するなど、過去作よりもストリート要素が強い作風となっているのが特徴。

## 特徴

### ビジュアル
過去シリーズ作と同様に、フォトリアルなグラフィックを採用している。一方、ドリフトやジャンプ、ナイトロ使用などのアクション時に、ストリートアートを模したドライビングエフェクトが発動したり、登場キャラクターがトゥーンレンダリング調になるといった、アニメとリアルを融合させたようなビジュアルが採用されている。
ドライビングエフェクトは40種類以上あり、そこから自由に選んで適用できる。

### カスタマイズ
本作でも、車のビジュアルカスタマイズが可能となっており、バンパーレスやヘッドライトやブレーキキャリパーの色を自由に変更することが可能となった。
また、過去シリーズ作で実装されていたエンジン換装や排気音チューニング、アンダーネオンの装着やエアサスペンションの装着なども引き続き実装されている。

#### Legendary Customs
本作から登場した、ボディキットの一種。一部の車種に限り、マシンのシルエットを大幅に変更させることが可能。
その改造具合は、巨大なオーバーフェンダーの装着やロールケージの装着、全高の切り詰めなど多岐にわたる。
ただし、このボディキットを装着している間は、ホイール系の改造だけしか出来ない。

### A$AP Rockyの起用
イメージキャラクター及びゲーム内の登場キャラクターとして、ラッパーのA$AP Rockyを起用している。ゲーム内では「テイクオーバー」イベントを仕切っていたり、レーサーとしてレースに参戦する。
なお、本人がゲーム内で搭乗するメルセデス・190Eは、ノーマルで購入できる個体では再現できない特別仕様(カスタムカー扱い)となっている。
また、本作に収録されている「Shittin’ Me」は本作の独占トラックである。

### コラボレーション
本作は各方面で豪華なコラボレーションが実現している。プレイヤーが着用する衣服ではPalaceやVANSなどの有名実在ブランドのアイテムが多数収録されていたり、サウンドトラックではA$AP Rockyをはじめとする豪華アーティスト陣による70曲以上の楽曲が収録されている。

## ゲームシステム

### 難易度の設定
初プレイ時に、ストーリーモードでの難易度を「観光気分・挑戦的・壮烈」の3段階から決定する。プレイヤーマシンの耐久度やリトライ回数、ライバルの競争力と警察の本気度に影響するが、難易度が高くても勝利によって得られるキャッシュは変わらない。また、難易度はガレージに居るときでも、自由に変更できる。

### スケジュール
日曜日～土曜日の1週間で構成されており、そこに昼と夜の概念が存在する。
日付・時間帯を進めるためには、キャッシュを稼いだ状態でガレージに戻らなければならない。
なお、ストーリーモードをクリアすると、土曜日がスケジュールから省かれ、6日間構成となる。詳しくは後述。

### キャッシュ
レースや配達で稼いだキャッシュは、ガレージに戻らない限り確定されない。

### ナイトロ
本作のナイトロ(ナイトラス・オキサイド・システム)は2種類存在し、それぞれ貯め方と性能が違う。発動の順番は、バーストナイトロ→ノーマルナイトロとなる。

#### ノーマルナイトロ
細い青色のゲージで表記されるナイトロ。時間経過、または反対車線の走行によって蓄積される。
押しっぱなしの間使うことが可能で、ナイトロパーツの性能によって持続時間が変わる。
前作Heatよりナイトロの出力が1/10程度に激減した。内部での数値は据え置き。

#### バーストナイトロ
本作から登場した、3段階に分かれた太い黄色のゲージで表記されるナイトロ。
特定のアクション(グリップ走行やドリフト、ニアミスやジャンプ等)を行うことで蓄積される。
押した瞬間に爆発的な加速を得られ、パワーが溜まっているほど、より強力な瞬間加速を実現できる。
また、NPCが運転する車両に限り、効果時間中は一方的に押し出すことが可能。
ただし、一定時間特定のアクションが無く、そのまま発動せずに放置すると、蓄積分が消滅してしまう。

### レース
本作のレースは、規定の集合場所に移動したあと、そこでイベントを選択して参戦する。
レースの種類は7つ存在し、それぞれ内容が異なる。

#### ストリートレース
順位を競うレース。ストレートとコーナーの比率が平均的。

#### スピードレース
順位を競うレース。ストレートの比率が高く、全体的にコーナーは緩め。

#### コーナーキング
順位を競うレース。コーナーの比率が高く、全体的にストレートは短め。

#### 耐久レース
順位を競うレース。コースが長く、集中力を切らさないことが求められる。

#### 一騎打ち
順位を競うレース。対戦相手が1人だけとなる。

#### ドリフトトライアル
ドリフトポイントを競う。プレイヤー単独で走行し、ドリフトやゲート通過等のアクションでコンボを繋げ、ポイントを稼いでいく。
ただし、ノーポイントの状態が一定時間続いたり、大きな衝突やクラッシュを起こした瞬間、倍率が1.00倍にリセットされる。

#### テイクオーバー
「Payback」のスピードクロスに相当する。プレイヤー単独で走行し、ドリフトやゲート通過、オブジェクト破壊等のアクションでコンボを繋げ、ポイントを稼いでいく。
ドリフトトライアルと同様、ノーポイントの状態が一定時間続いたり、大きな衝突やクラッシュを起こした瞬間、倍率が1.00倍にリセットされる。
また、コース上には『壊してはいけないオブジェクト』が存在し、間違って破壊するとポイントがマイナスされる。
なお、このレースに限り、A$AP Rockyは対戦相手として登場しない。(テイクオーバーの主催者という立場のため)

### 参戦費用とサイドベット
イベントの中には、参加する際に参戦費用が必要となるものが存在し、これに払えないと参戦が出来なくなる。また、参戦する他のレーサーに対して、サイドベットと呼ばれる賭けを行うことができ、そのレーサーよりも先にゴールすればサイドベット分の掛け金を得ることができる。無論、逆のパターンも有る。

### 賞金
レース終了時に得られる賞金は、上位であれば高くなり、下位であれば低くなる。
中には1位が賞金を総取りするレースも存在するため、結果によっては損失が出てしまう可能性もある。
なお、中には賞金が全く出ない代わりに、マシンが贈呈されるパターンもある。

### 配達
ストーリーモードを進める最中、登場人物からマシンの配達を頼まれることがある。
昼の配達では、マシンを目的地にいち早く届けることが大切となり、タイムが早いほど報酬が高くなる。
夜の配達では、マシンを目的地に無事に届けることが大切となり、ダメージが少ないほど報酬が高くなる。
ただし、夜の配達では警察の追跡が入るため、ノーダメージで届けることが難しくなっている。

### 逃走の手助け
ストーリーモードを進める最中、登場人物から逃走の手助けを頼まれることがある。
一定時間内に合流地点へ着き、そこから警察を振り切って隠れ家に到着しなければならない。
成功すると、その隠れ家をガレージとして利用することができる。
また、逃走の手助けが出来なくても、キャッシュを使うことで隠れ家をアンロックすることはできる。

## 警察の追跡

### 追跡開始
警察による追跡開始は、3パターンに分かれる。

#### 認知されるパターン
後述するHEATレベルが1以上で発生する。視界に捉えた後、一定時間認知することで追跡が開始される。
また、HEATレベルが高いほど、認知スピードが早くなる。

#### 警察ユニットに衝突するパターン
後述するHEATレベルが1未満でも発生する。言葉通り、警察ユニットに衝突することで、すぐさま追跡が開始する。
ただし、猛スピードで突っ込むなどして、クラッシュさせた場合は追跡されない。
このパターンの時、HEATレベルが1未満で追跡された場合、逃走成功時にHEATレベルが1未満に戻る。

#### レース終了後のパターン
後述するHEATレベルが1未満でも発生する。言葉通り、レース終了後に警察ユニットが追跡を開始する。
このパターンの時、HEATレベルが1未満で追跡された場合、逃走成功時にHEATレベルが1未満に戻る。

### HEATレベル
プレイヤーに対する、警察の本気度を示したもの。0.0～5.0の0.5刻みで構成され、イベント完了時、イベントごとに設定された量だけ上昇する。
このHEATレベルが高くなるほど、警察は激しい追跡を繰り出し、クールダウンの時間も長くなる。

#### HEATレベル0.0～1.5
パトロール(Dodge Charger SRT8)のみが巡回する。HEATレベルが0.0～0.5の時は、視界に捉えても認知はしない。ただし補足した際の台詞はある。

#### HEATレベル2.0～2.5
パトロールとAWD(Ford Explorer)が巡回する。AWDはオフロードでも高い走破能力を誇るため、逃げ切るのが難しくなる。
また、このレベルからバリケードとスパイクベルトの設置が起きるようになる。

#### HEATレベル3.0～3.5
インターセプター(Chevrolet Corvette Grand Sport [C7])が追加される。インターセプターはスピードがあり、ロードでも逃げ切るのが難しくなる。

#### HEATレベル4.0～4.5
アンダーカバー(Chevrolet Camaro Z28)とヘリが追加される。アンダーカバーはミニマップ上に映らないため、視界上で見極めるしか無い。
故に「気付いたら追跡が始まった」というパターンもありえる。
また、ヘリは上空から見渡すため、正攻法で逃げ切ることが難しくなる。その為、屋根のある場所に逃げ込んで、視界から消えるテクニックも必要になる。
ちなみに、アンダーカバーはマップから見えないだけであり、全体マップで何も無い場所にカーソルが吸引され停まった場合、その場所にアンダーカバーがいる。

#### HEATレベル5.0
ヘビー(Ford F-150 Raptor)が追加される。公式からも「相手にしないほうが良い」と言われるほどの高い耐久力と攻撃力を誇る。
また、コルベットC7の追跡速度が最大300mph(約482km/h)に増加するため、直線で振り切るのは不可能となる。

### 逃走成功
一定時間クールダウンを乗り切るか、クールダウン中にガレージまたは集合場所に駆け込むことで逃走成功となる。
逃走成功時、HEATレベルに応じた成功報酬を稼ぐことができる。

### 逃走失敗
一定時間警察ユニットに接近されるか、マシンが自走不可能レベルまで壊れた時は逮捕され、逃走失敗となる。
前作とは異なり所持金が没収されることはなく、1回の走行で稼いだキャッシュのみ没収される。

## ストーリーモードのあらすじ
アメリカのとある地方都市「レイクショア」に住むプレイヤーと幼馴染のジャスミンは、カスタムショップ「ライデル・ライド(Rydell's Rydes)」を営むライデルの元で、整備士として働いていた。
ある日、3台のマシン(Dodge Charger R/T, Lamborghini Countach 25th Anniversary, NISSAN Silvia K's)から1台を修理した2人は、そのマシンでストリートレースに参加し、頂点を目指す夢を持つ。
しかし土曜日のある夜、事態は急変を迎える。いつもの様にストリートレースを終えたプレイヤーは、ジャスミンからカスタムマシン(NISSAN Z Prototype)の配達依頼を引き受ける。しかし目的地に辿り着くも、何故か一向に引き取り人が姿を見せず、ジャスミンやライデルとも連絡が付かないでいた。不安を感じたプレイヤーはライデルの店に引き返すも、辿り着いた直後に目にしたのは、店からライデル所有のカスタムカーが次々と外へ走り去っていくという光景だった。
突然の状況に困惑するライデルとプレイヤー。その時、ジャスミンがその場に現れ、彼女が車窃盗に関わっていたことが発覚する。ジャスミンは一方的に2人との縁を切り、プレイヤーの車を奪って去っていった。
それから2年後、レイクショアのストリートレースは衰退の一途をたどり、ライデルのカスタムショップは窃盗事件の1件で信頼を大きく落としてしまった。プレイヤーは整備士として細々と暮らしていたが、ある日テスという女性から送迎の依頼を受け、社用車である32GT-R(SKYLINE GT-R V-spec)で指定された場所へ送迎する。
するとそこには、ストリートレーサーたちが集結しており、かつての賑わいを呈していた。そこに2年前姿を消したジャスミンが姿を現し、ストリートレースの復活と、大規模イベント「ザ・グランド」の開催を宣言する。
プレイヤーとジャスミンの間にある因縁を知らされたテスは協力者となり、マシン1台を購入できる資金を提供。ライデルもそれに乗じ、ザ・グランドで優勝し、ジャスミンとの因縁に決着をつける目標を立てることとなる。

## ザ・グランド
ストーリーモード内に登場するイベント。3つの予選と1つの本戦から構成されており、プレイヤーはこのイベント完全制覇することが目標である。
イベントは全て土曜日の夜に開催され、それぞれマシンのクラスとコースが決められている。レース毎に規定順位が設けられ、それを下回ると敗退になる。その際、そのレースをリトライするか、前日に戻ってやり直すかを選択できる。最後レースで1位を取れば突破となり、賞金とカスタムカーを獲得できる。
なお、予選終了に限り、翌日のHEATレベルが上昇した状態から始まる。

### 1次予選
全3レースで、クラスはA。突破すると、賞金とLegendary Customs仕様のLand Rover Defender 110 Double Cab Pickupを獲得できる。

### 2次予選
全3レースで、クラスはA+。突破すると、賞金とLegendary Customs仕様のFord Crown Victoriaを獲得できる。

### 3次予選
全3レースで、クラスはS。突破すると、賞金とLegendary Customs仕様のNissan GT-R Premiumを獲得できる。

### 決勝
全4レースで、クラスはA,A+,S, S+で1台ずつ。突破すると、賞金とLegendary Customs仕様のジャスミンに奪われたマシンを獲得できる。
なお、ザ・グランドを完全制覇すると、スケジュールから土曜日が省かれ、6日間構成となる。
優勝するとジャスミンとのロングドライブになるが、この時リセットするとジャスミンの乗る車両は日産 シルビア K's(S14)となる。

## 登場人物

### 主要人物
プレイヤー (Player)
声: イアン・ネルソン（男） / エリザベス・グラロン（女）
日本語吹き替え: 平野潤也（男） / 志田有彩（女）
本作の主人公。外見を自由に選ぶことが可能。里親の元で育ち、ジャスミンと共にライデルの店で整備士として働く。テスからは「スピーディー」と呼ばれる。
ジャスミン (Jasmine / Yaz)
声: アシュリー・ラスロップ
日本語吹き替え: 足立由夏
アメリカ人。17歳→19歳(2年後)。プレイヤーの幼馴染。プレイヤーと同様里親の元で育ち、ライデルの店で整備士として働く。ライデルは彼女の腕を評価している一方で、プレイヤーに対し労働環境や賃金に対する不満をこぼしている。その際にライデルがガレージの裏で放置していた3台の車の内、プレイヤーが選んだ車を修理した。しかしある夜にプレイヤーに車の配達を依頼させ、その隙に仲間たちと共にライデルのガレージからカスタムカーを大量に盗み出し、自身もプレイヤーが乗っていた車を奪う形で姿を消した。2年後にレイクショアのストリートレースシーンを復活させ、アレックと組んで大規模イベントである「ザ・グランド」を開催する。終盤でアレックから八百長を聞かされたことで見限り、プレイヤーにアレックが集めた車を元の持ち主に返すように依頼する。
ライデル (Rydell)
声: ドウェイン・バーンズ
日本語吹き替え: 遠藤大智
カスタムショップ「ライデル・ライド(Rydell's Rydes)」のオーナー。プレイヤーとジャスミンの雇い主。かつてはシリル・ハイツのストリートレーサーで、サイドベット（賭け金）のルールは彼が提案したものである。ジャスミンの腕を認めていた故に裏切りで心を大きく傷付いてしまうが、彼女の事情を知る内に連れ戻したいという考えも残っている。昼間の時には車の配達の依頼を連絡する。
テス (Tess)
声: ジェニファー・サン・ベル
日本語吹き替え: 清水理沙
プロローグから2年後にプレイヤーに送迎を依頼してきた青い髪が特徴の女性。車は所有していない。プレイヤーからジャスミンとの因縁を知ったことでプレイヤーとライデルの協力者となる。底が知れない飄々とした性格で、プレイヤーやライデルを振り回す。夜間の時には車の配達の依頼を連絡するが、その時は常に警察の追跡があるものとなっている。その裏でビジネス目的でアレックとレースの賭博を行っているが、プレイヤーとジャスミンを和解させるためにあえてアレックの計画を明かした。

### レイクショアのストリートレーサー
マシンの性能クラスによってイベントに出場するライバルが変わる。
エイサップ・ロッキー (A$AP Rocky)
声: 本人
アメリカ人。34歳。イベント「テイクオーバー」の主催者。愛車は実際に本人が所有する、特別な改造が施されたMercedes-Benz 190E 2.5-16。マシンクラスがS+の時に現れる。ストーリーモードを進めていくと終盤近くで彼と一騎打ちのレースを挑めるようになり、勝利すれば190Eを入手することができる。
アネチカ (Anechka)
声: リリーヤ・イルニットスキー
日本語吹き替え: 大平あひる
ウクライナ人。19歳。愛車はNissan GT-R Premium。マシンクラスがSの時に現れる。
ブースト (Boost)
声: アーロン・ポーター
日本語吹き替え: 吉田丈一郎
アメリカ人。25歳。マシンクラスがBとAの時に現れる。愛車はMitsubishi Eclipse GSX。
チャチャ (Cha Cha)
声: アントニー・デル・リオ
日本語吹き替え: 竹内栄治
プエルトリコ人。26歳→28歳(2年後)。マシンクラスがA+の時に現れる。愛車はLamborghini Urus。
チェイス (Chase)
声: カイル・チャップル
日本語吹き替え: 橘潤二
アメリカ人。27歳。愛車はPorsche 911 GT3 RS(991)とFord Crown Victoria。マシンクラスがSとS+の時に現れる。
チルトン (Chilton)
声: ジーク・オールトン
日本語吹き替え: 高橋英則
イギリス人。30歳。マシンクラスがBとAの時に現れる。愛車はBMW M3 Evolution II E30。
タルレ (Dal-Rae)
声: ミライ
日本語吹き替え: 下山田綾華
韓国人。29歳。マシンクラスがBとAの時に現れる。愛車はMercedes-AMG G 63。
エレオノア (Eléonore)
声: マガイヤ・シルバーフェルト
日本語吹き替え: 鷄冠井美智子
セネガル人。21歳→23歳(2年後)。マシンクラスがSの時に現れる。愛車はPorsche Boxster 718 Spyder。
ハーロウ (Harlow)
声: サラ・ホリス
日本語吹き替え: きそひろこ
アメリカ人。25歳→27歳(2年後)。マシンクラスがA+の時に現れる。愛車はChevrolet Corvette Stingray。
フスティシア (Justicia)
声: セナ・ブライヤー
日本語吹き替え: 大津愛理
メキシコ人。25歳。愛車はNISSAN 350Z。ライバルで唯一、全てのマシンクラスのイベントに現れる。
リリック (Lyric)
声: アーロン・グッドソン
日本語吹き替え: 鶴岡聡
アメリカ人。35歳。愛車はMcLaren 600LTとNISSAN Fairlady 240ZG。マシンクラスがSとS+の時に現れる。
マヤ (Maya)
声: アンジェラ・マルフォートラ
日本語吹き替え: 山田唯菜
インド人。21歳→23歳(2年後)。マシンクラスがA+とSの時に愛車はFord Mustang GT。
メデューサ (Medusa)
声: ウマ・インクロッチ
日本語吹き替え: 寺依沙織
イタリア人。23歳。愛車はLamborghini Murciélago SVとMazda RX-7 Spirit R。マシンクラスがSとS+の時に現れる。
オビ (Obi)
声: エゼキエル・アジーグベ
日本語吹き替え: 露崎亘
アンゴラ人。18歳→20歳(2年後)。マシンクラスがBからA+の時に現れる。愛車はPlymouth Barracuda。
ロス (Ross)
声: ユーリ・ローウェンタール
日本語吹き替え: 清水健佑
アメリカ人。20歳。マシンクラスがBからA+の時に現れる。愛車はHonda Civic Type-R (2000)。
ルディガー (Rüdiger)
声: ステファン・ゴールドバック
日本語吹き替え: 綿貫竜之介
ドイツ人。20歳→22歳(2年後)。愛車はMercedes-AMG C 63 CabrioletとPlymouth Barracuda。マシンクラスがS+の時に現れる。ニックネームは「ザ・ネイル」。プロローグの時に彼の送迎のイベントがあり、目的地に着くと隠れ家を提供してくれる。
シミズ (Shimizu)
声: スコット・ケイジ・タケダ
日本語吹き替え: 増元拓也
日本人。29歳。愛車はFerrari La FerrariとBMW M3 Evolution II E30。マシンクラスがS+の時に現れる。かつてライデルの一番弟子で従業員として働いていた。
ワルー (Waru)
声: エド・ロビンソン
日本語吹き替え: 三輪隆博
オーストラリア人。17歳→19歳(2年後)。マシンクラスがBとAの時に現れる。愛車はNISSAN Fairlady 240ZG。
ユムナ (Youmna)
声: ナジーム・エテマド
日本語吹き替え: 神戸光歩
シリア人。19歳。愛車はFerrari Testarossa Coupé。マシンクラスがA+の時に現れるが、プロローグの時点では登場しない。国籍の関係でサイドベットで賭ける事が出来ない。

### その他
アレック (Alec)
名前のみの登場。動画配信者でジャスミンとは同じ里親の元で暮らし、面倒見が良かったとのこと。「ザ・グランド」の援助を行っている。テスの話によると10年前に「Lil A」という名前でストリートレーサーとして活躍していたらしい。裏で大会の賭博も仕切っており、テスとの賭けで自身の大損が出ないようにプレイヤーとジャスミンの両者に八百長をけしかける。
モーガン・スティーブンソン (Mayor Stevenson)
声: デブラ・ウィルソン
日本語吹き替え: 水野ゆふ
レイクショア市長。看板の自画像と声のみの登場。ストリートレーサーへの徹底的な根絶を行い、警察に予算を充てている。一方で物価高で市民の生活を圧迫しており、アリーヤからはその点を批難されている。レイクショアの大規模改修工事を行っている「ウォーターサイド建設」と関わりがあり、妹が役員を務めている。
ホルデン・パーカー3世 (Holden Parker III)
声: バリー・ボストウィック
レイクショア市長選挙の候補でスティーブンソンの対抗馬。看板の自画像と声のみの登場。飲食ビジネスを展開している。政治に関してはからっきしで、インタビューや演説でしどろもどろな応答や言い間違い、言葉に詰まる場面も目立つ。
アリーヤ (Aaliyah)
声: デイジー・ライトフット
日本語吹き替え: 小林未沙
ポッドキャスター。雑談からレイクショアの汚職にまつわる裏話を配信している。本名はアリーヤ・ミシェル・スティーブンソン（Aaliyah Michelle Stevenson）でモーガンの娘であることが終盤で発覚する。
ディップ・フォード (Dip Ford)
声: ロビー・デイモンド
レイクショアのラジオ局「KRS-FM」の番組「レイト・レイク」のDJ。
レーサーX (RACER X)
声: デレク・ハミルトン
日本語吹き替え: ？？？
オンラインのみに登場するライバル。NFSアンダーグラウンドをテーマにしたVol.7から登場。愛車はPagani Huayra BCとNISSAN Silvia K’s S14。Vol.9からはロックダウンというレイクショア全体を巻き込んだイベントを始めた。彼の探す車両から正体はNeed For Speed Most Wantedの主人公である可能性がある。また、海外ユーザーの中では声の担当がデレク・ハミルトン氏なのを受けて、Need For Speed Most Wantedのライバルなのでは？という説も浮上した。

## 登場車両
前作『Heat』に引き続きトヨタ製の車は一切収録されていない。またアウディのR8 V10 Performance CoupeとS5 Sportbackが本作から削除されたが、2024年2月のアップデートで再収録された。
他、2作前『Payback』でパトカー限定のみだったFord Crown Victoriaが純正仕様として再収録され、カスタマイズ可能となった。
- Acura NSX (2017)
- Acura RSX-S (2004)
- Alfa Romeo Giulia Quadrifoglio (2016)
- Aston Martin DB5 (1964)
- Aston Martin DB11 Volante (2018)
- Aston Martin DB11 (2017)
- Aston Martin Vulcan (2016)
- BMW M3 E46 (2006)
- BMW M3 E46 GTR Legends Edition (2005)[4]
- BMW M3 Evolution II E30 (1988)
- BMW X6 M (2016)
- BMW M3 E92(2010)
- BMW M5 F90 (2018)
- BMW Z4 M40I (2019)
- BMW M4 Coupe (2018)
- BMW M2 Competition (2019)
- BMW M1 (1981)
- BMW i8 Coupe (2018)
- BMW M4 GTS (2016)
- BMW M3 Convertible (2010)
- BMW M4 Convertible (2017)
- BMW i8 Roadster (2018)
- Bugatti Chiron Sport (2017)
- Buick Grand National GNX (1987)
- Chevrolet Corvette Stingray (2020)
- Chevrolet Corvette Stingray Convertible (2020)
- Chevrolet C10 Stepside Pickup (1965)
- Chevrolet Corvette Grand Sport (2017)
- Chevrolet Camaro Z28 (2014)
- Chevrolet Corvette Z06 (2013)
- Chevrolet Camaro SS (1967)
- Chevrolet Bel Air (1955)
- Chevrolet Corvette ZR1 (2019)
- Chevrolet Colorado ZR2 (2017)
- Dodge Challenger SRT8 (2014)
- Dodge Charger R/T (1969)
- Dodge Charger SRT Hellcat (2019)
- Ferrari La Ferrari (2016)
- Ferrari Testarossa Coupé (1984)
- Ferrari 488 Pista (2016)
- Ferrari F40 (1988)
- Ferrari 458 Italia (2009)
- Ferrari 488 Pista (2019)
- Ferrari FXX-K Evo (2018)
- Ferrari 458 Spider (2011)
- Ford F-150 Raptor (2017)
- Ford Mustang GT (2015)
- Ford GT (2017)
- Ford Mustang BOSS 302 (1969)
- Ford Mustang (1965)
- Ford Mustang Foxbody (1990)
- Ford Crown Victoria (2008)
- Ford Focus RS (2016)
- Ford Mustang GT Convertible (2019)
- Honda Civic Type-R (2000)
- Honda Civic Type-R (2015)
- Honda NSX Type-R (1992)
- Honda S2000 Ultimate Edition (2009)
- Infiniti Q60 S (2017)
- Jaguar F-Type R Coupe (2016)
- Jaguar F-Type R Convertible (2019)
- Koenigsegg Regera  (2016)
- Lamborghini Countach LPI 800-4 (2021)
- Lamborghini Huracán LP580-2 (2018)
- Lamborghini Aventador S (2018)
- Lamborghini Countach 25th Anniversary (1989)
- Lamborghini Murciélago SV (2010)
- Lamborghini Urus (2018)
- Lamborghini Huracán Performante (2018)
- Lamborghini Aventador SVJ Coupe (2019)
- Lamborghini Diablo SV (1995)
- Lamborghini Huracán LP580-2 Spyder (2018)
- Lamborghini Aventador S Roadster (2018)
- Lamborghini Aventador SVJ Roadster (2019)
- Lamborghini Aventador LP750-4 SV Roadster (2018)
- Lamborghini Huracán Performante Spyder (2018)
- Land Rover Range Rover Sport SVR (2015)
- Land Rover Defender 110 Double Cab Pickup (2015)
- Lotus Exige S (2006)
- Lotus Emira (2021)
- Mazda RX-7 Spirit R (2002)
- Mazda MX5 (1996)
- Mazda RX-8 Spirit R (R3) (2011)
- Mazda MX5 (2015)
- McLaren P1 (2014)
- McLaren F1 (1993)
- McLaren 570S (2015)
- McLaren 570S Spider (2018)
- McLaren 600LT (2018)
- McLaren P1 GTR (2015)
- Mercedes-Benz 190E 2.5-16 (1988)
- Mercedes-AMG C63 Coupe (2018)
- Mercedes-AMG G 63 (2017)
- Mercedes-AMG GT S (2019)
- Mercedes-AMG A 45 (2016)
- Mercedes-AMG GT R (2017)
- Mercedes-AMG GT S Roadster (2019)
- Mercedes-AMG C 63 Cabriolet (2018)
- Mercedes-AMG GT Black Series (2021)
- Mercury Cougar XR-7 (1967)
- MINI John Cooper Works Countryman (2017)
- Mitsubishi Lancer Evolution IX (2007)
- Mitsubishi Lancer Evolution X (2008)
- Mitsubishi Eclipse GSX (1999)
- Nissan GT-R Premium (2017)
- NISSAN Skyline GT-R V·Spec R34 (1999)
- NISSAN 370Z Heritage Edition (2019)
- NISSAN Silvia K’s S14 (1998)
- NISSAN Z Prototype (2022)
- NISSAN Silvia Spec-R Aero S15 (2002)
- NISSAN Skyline GT-R V·Spec R32 (1993)
- NISSAN 350Z (2008)
- NISSAN Skyline 2000 GT-R (1971)
- NISSAN Fairlady 240ZG (1971)
- NISSAN 180SX Type X (1996)
- NISSAN 370Z Nismo (2015)
- NISSAN GT-R Nismo (2017)
- Pagani Huayra BC (2017)
- Plymouth Barracuda (1970)
- Polestar 1 (2020)
- Pontiac Firebird Trans Am (1977)
- Porsche 911 GT3 RS(991) (2019)
- Porsche 911 Carrera RSR 2.8 (1973)
- Porsche 918 Spyder (2015)
- Porsche 718 Cayman GTS(982) (2018)
- Porsche 911 Carrera S(993) (1997)
- Porsche 911 GT2 RS (2018)
- Porsche Panamera Turbo(971) (2017)
- Porsche 911 Turbo S Exclusive Series (2018)
- Porsche Boxster 718 Spyder (2020)
- Porsche 911 Carrera GTS(991.2) (2018)
- Porsche 911 Turbo S Cabriolet Exclusive (2018)
- Porsche 911 Targa 4 GTS (2018)
- Porsche 911 Carrera GTS Convertible (2018)
- Porsche Cayman GT4 (2015)
- SRT Viper GTS (2014)
- Subaru Impreza WRX STI (2006)
- SUBARU BRZ Premium (2014)
- SUBARU Impreza WRX STI (2010)
- Volkswagen Beetle (1963)
- Volkswagen Golf GTI (1976)
- Volkswagen Golf GTI Clubsport (2016)
- Volvo 242 DL (1975)
- Volvo Amazon P130 (1970)

### アップデートにより追加されたマシン
2023年3月21日配信
- Mercedes-Maybach S 680 (2021)

2023年6月20日配信
- DMC DeLorean (1981)

2023年8月16日配信
- Porsche Taycan Turbo S (2022)

2023年10月12日配信
- BMW M2 Coupe (2023)

2024年2月27日配信
- Audi R8 Coupe (2019)
- Audi RS6 Avant (2020)
- Audi S5 Sportback (2017)

2024年5月22日配信
- BMW M3 Competition Touring (2023)
- Ford Mustang Dark Horse (2024)

2024年8月22日配信
- Porsche 959 S (1987)
- Lotus Evija (2023)
- Chevrolet Colorado ZR2 (警察仕様)
- Chevrolet Corvette Z06 (警察仕様)
- Ford Crown Victoria (警察仕様)
- Nissan Skyline GT-R V-Spec (R34・警察仕様)
- Porsche 911 Carrera GTS (警察仕様)
- Porsche 959 S (警察仕様)
- Land Rover Range Rover SVR (警察仕様)

2024年11月26日配信
- BMW S1000RR (2019)[5]
- Honda Integra Type R (1998)
- SUBARU Impreza WRX STI (1999)
- Razor’s Custom M3 GTR (2005)[6]

### 一般車

#### アザーカー
コース上を走行している、プレイヤー以外の車両。NPC専用。
- BMW 1 Series Coupe（2007）
- BMW 3 Series Coupe（2006）
- Chevrolet Express（2006）
- Ford Crown Victoria (2008) [注 4]
- Ford Explorer Limited（2011）
- Ford F-150（2009）
- GMC Topkick（2009）[注 5]
- GMC Yukon（2019）
- Dodge Caliber（2007）
- Infiniti G35（2005）
- NISSAN Leaf（2019）[注 6]

#### パトカー
レイクショアの警察車両。NPC専用。
前作よりトルクが1.5倍に増加した。
- Dodge Charger SRT8 Patrol（2013）
- Ford Explorer Police Interceptor Utility AWD（2013）
- Chevrolet Corvette Grand Sport C7 Interceptor（2017）
- Chevrolet Camaro Z28 Undercover（2014）
- Ford F-150 Raptor Heavy (2017)

#### 正規の手段では使用不可能な車両
正規プレイでは入手手段が無い車両。
- Generic Car Transporter (2023)
- Generic Testing Bike
- Tool Thumbnail
- Dodge Charger SRT8 Player
- Chevrolet Corvette GS (C7) Police Player[注 7]

この内、トランスポーターはロックダウンモードでNPCが乗る。
また、チャージャーSRT8に関してはオンラインのホットパースートイベントにて、プレイヤーキャラクターが搭乗したサムネイルが存在する。
Testing BikeはBMW S1000 RRの挙動テスト用として用意されたものと思われる。
上記以外に前作Heatよりライノ(装甲車両)、クラウンヴィクトリア(NPC専用仕様)がそのまま残っている。

## EA TRAX
1. A$AP Ant, A$AP Rocky - The God Hour
2. A$AP Ferg feat. A$AP Rocky	- Shabba
3. A$AP Rocky - Babushka Boi
4. A$AP Rocky - Palace
5. A$AP Rocky - Shittin’ Me
6. Alina Pash - Воїн
7. Alison Wonderland - Eyes Closed
8. Amir Obe - WISH YOU WELL
9. Ammar 808 ft. Kali Dass - Ey Paavi
10. Anna Lunoe - Ice Cream (feat. Nakamura Minami)
11. Ash-B ft. Mckdaddy - BOOTY
12. Balming Tiger - Kolo Kolo (ft. Omega Sapien, bj wnjn)(prod. Unsinkable)
13. Bicep - Apricots
14. Big Hass, Taffyraps, Little G Fresh, Rann, Medusa TN, Nayomi & Big Moe - Arab Femcee Cypher
15. Bizarrap & Villano Antillano - Villano Antillano: BZRP Music Sessions Vol. 51
16. Bonez MC & AK AUSSERKONTROLLE - In meinem Benz
17. Botany - She Will Be
18. Brodinski ft. Peewee Longway - Split
19. Buku - Front To Back
20. Charli XCX - Trophy
21. clipping. - Check the Lock
22. Cristale - Militant
23. Danger Mouse & Black Thought (feat. A$AP Rocky and Run The Jewels) - Strangers
24. Diplo ft. Lil Yachty & Santigold - Worry No More
25. DIVINE - Punya Paap
26. Ecko Bazz - Mmaso
27. Eliza Legzdina - Curse 4 U (Joo Joo)
28. Grebz - Несправедливо
29. Higher Brothers - Empire (嘻哈帝国[7])
30. ICYTWAT - Eyez on Em
31. IDK & Kaytranada - Taco
32. JMK$ - Sxuthside
33. JP THE WAVY - Neo Gal Wop
34. KALUSH feat. alyona alyona	 - Гори (Gory)
35. Kasien, Kelvin Krash - TIME
36. Kelvin Krash & COUCOU CHLOE - THIEF IN THE NIGHT
37. Kidd Kenn - Vroom Vroom
38. KOKOKO! - Azo Toke
39. Lil Eazzyy - Forever Been Steppin’
40. Lous and The Yakuza, Sfera Ebbasta - Je ne sais pas
41. Maxo Kream ft. Tyler The Creator - BIG PERSONA
42. MILKBLOOD, PVRIS - WICKED
43. Moksi, LexBlaze - Shout Like
44. Mura Masa - blessing me w/ Pa Salieu & Skillibeng
45. Mura Masa, slowthai - Deal Wiv It
46. ODZ, Ivory, Slowface - TAPPAT DET HELT
47. Oki ft. Gedz - SIRI
48. Oliver Olson, Gibbs - Tłoki
49. Payday, Danny Brown - Vampire
50. Pépe	- Life Signs - Roll Mix
51. Playboi Carti - Slay3r
52. poutyface - HEY NEIGHBOR!
53. Princess Nokia - Versace Hottie
54. Rico Nasty ft. Flo Milli - Money
55. Rozzma - Hout
56. SCH - Autobahn
57. Shirin David, Kitty Kat - Be a Hoe/Break a Hoe
58. Shygirl - SLIME
59. Slikback - Ascension
60. Smooky MarGielaa - Stay "100"
61. Space 92 - The Door
62. Steff da Campo, SMACK - Renegade
63. Strategy - Carbon Footprint
64. Terror Jr - Fun
65. The Synaptik - Tared
66. Thoto - SP*** OUT
67. Tkay Maidza - Where Is My Mind?
68. Tohji, Loota, Brodinski - Yodaka
69. Tokischa, ROSALÍA - Linda
70. Tommy Cash - Racked
71. Tropkillaz, Rincon Sapiência, Clau - Dame Mais
72. UMEK - Cryptic Speech